# Stazione di Numanohata
La stazione di Numanohata (沼ノ端駅?, Numanohata-eki) è una stazione della città di Tomakomai situata lungo la linea Chitose. Fino al 1943 la stazione era anche capolinea della linea Tomiuchi, che arrivava a Hidaka, soppressa in quell'anno.

## Linee
JR Hokkaido
■ Linea Chitose
■ Linea principale Muroran

## Struttura
La stazione è dotata di 3 binari con due marciapiedi centrali.
| 1 | ■ Linea principale Muroran | per Tomakomai, Higashi-Muroran e Muroran   |
| 2 | ■ Linea principale Muroran | per Tomakomai                              |
| 3 | ■ Linea Chitose            | per Minami-Chitose, Sapporo, Teine e Otaru |
| 3 | ■ Linea principale Muroran | per Oiwake e Iwamizawa                     |

## Stazioni adiacenti
| «                        | Servizio      | »             |
| Linea Chitose            | Linea Chitose | Linea Chitose |
| ------------------------ | ------------- | ------------- |
| Tomakomai                | Locale        | Uenae         |
| Linea principale Muroran |               |               |
| Tomakomai                | Locale        | Toasa         |